# Schiffsmakler
Als Schiffsmakler wird ein Unternehmen bezeichnet, das sich primär mit der Befrachtung, dem Schiffsan- und -verkauf und der Klarierung (Schiffsabfertigung) beschäftigt.
Ein Schiffsmakler ist im rechtlichen Sinne nach dem deutschen Handelsgesetzbuch (HGB) ein Handelsmakler; vergleiche § 93 HGB: 
„Wer gewerbsmäßig für andere Personen, ohne von ihnen auf Grund eines Vertragsverhältnisses ständig damit betraut zu sein, die Vermittlung [...] übernimmt [...], hat die Rechte und Pflichten eines Handelsmaklers.“
Für die Vermittlung von Geschäften hat der Schiffsmakler Anspruch auf eine Provision bzw. Courtage. In der Schifffahrt wird die Provision oft als Kommission bzw. Commission (englisch) bezeichnet. Berechnet wird sie regelmäßig als ein bestimmter Prozentsatz auf die Fracht, eine vereinbarte Zeitchartermiete (Hire) bzw. den Kaufpreis eines Schiffes. Darüber hinaus besteht auch ein Anspruch auf Provision auf eventuell anfallendes Überliege- oder Eilgeld (Demurrage bzw. Despatch).
In Deutschland hat ein Schiffsmakler meistens eine Ausbildung zum Schifffahrtskaufmann.

## Klarierungsagent
Wird der Schiffsmakler als Klarierungsagent tätig, bekommt er als Entgelt für seine Dienstleistung eine Klarierungsgebühr. Der Klarierungsagent (oder Agent) tritt im Auftrage des Reeders (owners' agent) oder Befrachters (charterers' agent) im Lade- oder Löschhafen auf. Er kümmert sich insbesondere um die Abfertigung des einkommenden oder auslaufenden Seeschiffs gegenüber den Behörden (z. B. Hafenamt, Hafengesundheitsamt, Zoll, Einwanderungsbehörden), um die Bestellung und Koordinierung von Schleppern, Lotsen und Festmachern, Lieferungen von Schiffsbedarf (Proviant, Ersatzteile) und die Beförderung von geschäftlicher und privater Schiffspost sowie bei Bedarf um die ärztliche Versorgung von Besatzungsmitgliedern.
Agenten gibt es in jedem Hafen der Welt, der von der gewerblichen Schifffahrt bedient wird.

## Linienagentur
Als Linienagentur wird ein Unternehmen bezeichnet, das eine oder mehrere Linienreedereien vertritt. Eine Linienagentur ist damit im rechtlichen Sinne nach HGB Handelsvertreter; vergleiche § 84 HGB: 
„Handelsvertreter ist, wer als selbständiger Gewerbetreibender ständig damit betraut ist, für einen anderen Unternehmer Geschäfte zu vermitteln oder in dessen Namen abzuschließen.“
Für die abgeschlossenen Geschäfte hat die Linienagentur Anspruch auf Provision, die von ihrem Vertragspartner (Auftraggeber) zu zahlen ist. Dieses vertragliche Entgelt wird auch Agenturgebühr genannt.
Zu den Aufgaben einer Linienagentur zählen u. a. Ladungsakquisition, Frachtinkasso, Anmeldung zur Verschiffung kommender Ladung, Auslieferung einkommender Ladung, Dokumentation und Dokumentenabfertigung sowie Klarierung.